# Alois Brügger
Alois Brügger (* 14. Februar 1920 in Chur; † 6. Dezember 2001 in Zürich) war ein Schweizer Arzt, der vor allem auf dem Gebiet der Neurologie tätig war.
Brügger war Neurologe und Psychiater und beschäftigte sich seit 1955 mit den Beschwerden des menschlichen Bewegungsapparates. Aus seinen medizinischen Studien sind Erkenntnisse in der Diagnostik und Therapie zur Behandlung von Funktionsstörungen des Nerven- und Bewegungssystems hervorgekommen. Zu dieser Zeit noch unerklärliche Schmerzphänomene des Körpers wurden nach seiner Methode behandelt. Seiner Meinung nach waren zahlreiche, als „Rheumatische Beschwerden“ bekannte Erkrankungen des menschlichen Bewegungsapparates auf Fehlbelastungen von Wirbelsäule und Gelenken durch eine schlechte Körperhaltungen zurückzuführen. Die von ihm federführend entwickelte und so nach ihm benannte Brügger-Therapie baut auf der Diagnostik hinsichtlich körperlicher Beschwerden durch Einteilung der Muskulatur in „hyperton-tendomyotisch“ und „hypoton-tendomyotisch“ auf. Sie geht davon aus, dass die Muskulatur aufgrund von Schmerzen und Fehlbelastung des Bewegungsapparates entsprechend verschaltet werden kann.
Die von ihm entwickelte Therapie hat sich bis heute erhalten, sodass Ärzte und vor allem Physiotherapeuten auch heutzutage die sogenannten Behandlung nach dem Konzept von Dr. Alois Brügger einsetzen.
Auf Alois Brügger geht die Bezeichnung sternosymphysales Syndrom zurück.

## Schriften (Auswahl)
- Über die Tendomyose. 1958.
- Über vertebrale, radikuläre und pseudoradikuläre Syndrome. Geigy, Basel 1960–1962 (= Documenta rheumatologica. Band 18–19, Teil II mit D. Gross).
- Pseudoradikuläre Syndrome des Stammes. 1965.
- Das sternale Syndrom. 1971.
- Die Erkrankungen des Bewegungsapparates und seines Nervensystems. 1977; 2., durchgesehene Auflage 1980.
- Lehrbuch der Lymphologie für Mediziner und Physiotherapeuten. 1989.
- Lehrbuch der funktionellen Störungen des Bewegungssystems. 2000.